# 峨眉包果柯
峨眉包果柯（学名：Lithocarpus cleistocarpus var. omeiensis）为壳斗科柯属下的一个变种。

## 扩展阅读
- 維基物種上的相關：峨眉包果柯